# Landkreis Nordhausen
Der Landkreis Nordhausen ist der nördlichste Landkreis von Thüringen. Der 1952 in der DDR gegründete Kreis Nordhausen ist deckungsgleich mit dem heutigen Landkreis Nordhausen. Von 1816 bis 1952 gehörte der überwiegende Teil der Region zum Landkreis Grafschaft Hohenstein. Er ist der einzige Landkreis in den Neuen Ländern, der seit der Wiedervereinigung unverändert besteht.

## Geografie

### Lage
Im Norden wird der Landkreis vom Harz begrenzt, im Süden von den Höhenzügen des Dün, der Hainleite und der Windleite. Die höchste Erhebung befindet sich mit 634 m ü. NN im Harz, an der Grenze zu Niedersachsen.
Es ist der einzige Thüringer Landkreis, der Anteil am Harz hat.

### Nachbarlandkreise
Nachbarkreise sind im Norden und Osten die beiden sachsen-anhaltischen Landkreise Harz und Mansfeld-Südharz, im Süden der Kyffhäuserkreis, im Westen der Landkreis Eichsfeld und im Nordwesten die niedersächsischen Landkreise Göttingen und Goslar.

## Gewässer
Die größten Flüsse sind die Helme, die Zorge und die Wipper.
Außerdem befinden sich noch einige mit Wasser gefüllte Karsterscheinungen wie das Große Seeloch bei Kleinwechsungen im Landkreis Nordhausen.
Die erwähnenswertesten Standgewässer sind die Kiesteiche zwischen Nordhausen und Heringen, die Laugenstapelbecken bei Wipperdorf, der Speicher bei Schiedungen, die Talsperre Neustadt und zwei Teiche am Riedgraben bei Werther.

### Naturschutz
Die Südharzer Karstlandschaft in den Kreisen Nordhausen, Mansfeld-Südharz und dem Altkreis Osterode am Harz ist einzigartig und für den Naturschutz und die nachhaltige Regionalentwicklung von großer Bedeutung. Sie ist daher in Teilen als Biosphärenreservat ausgewiesen. Außerdem existiert dazu der Karstwanderweg.

#### Schutzgebiete
Im Jahr 2024 befinden sich 16 ausgewiesene Naturschutzgebiete im Landkreis.

## Geschichte

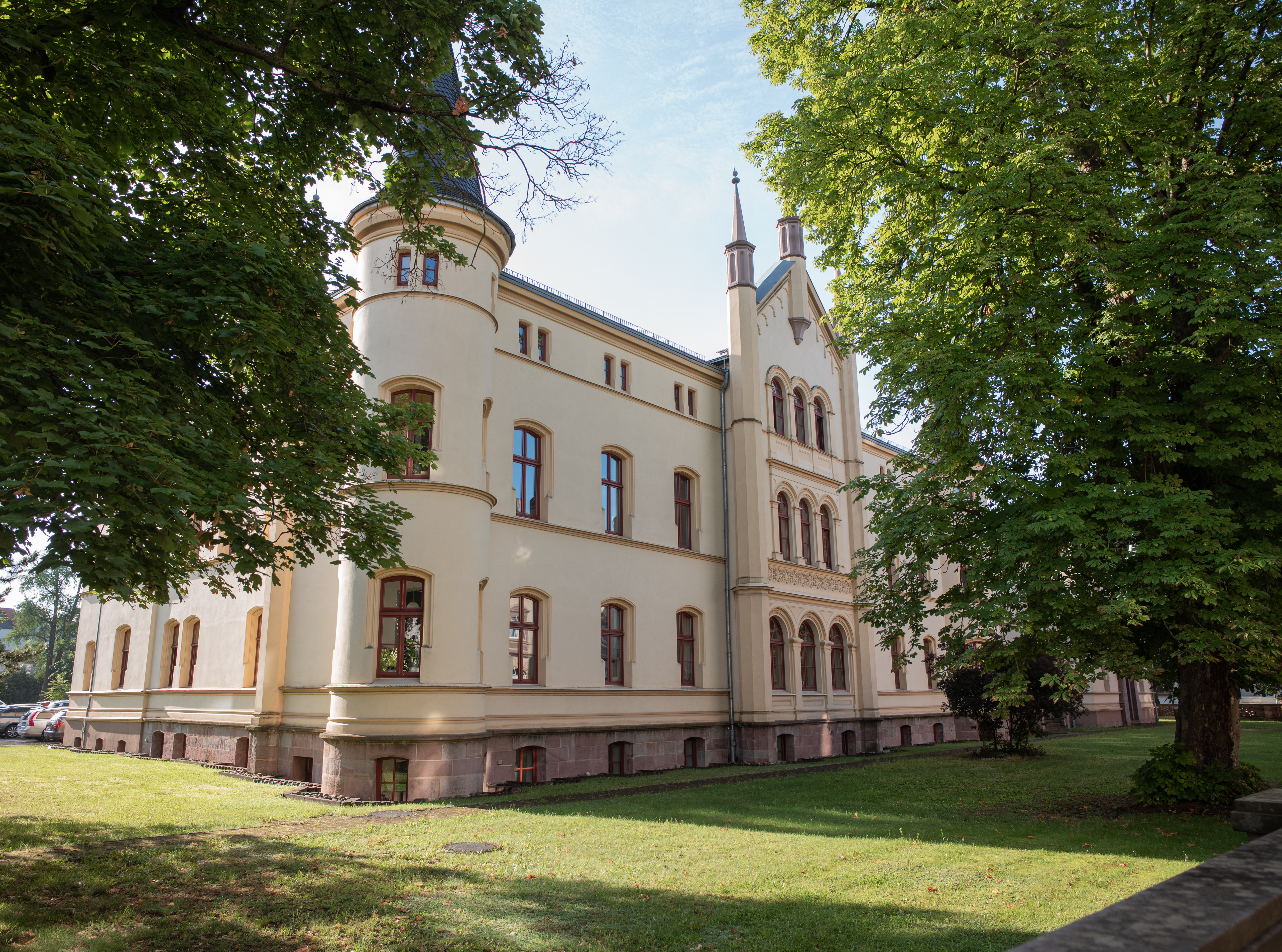
Historisches Landratsamt

Mittelpunkt und Verwaltungssitz ist die Stadt Nordhausen, die von 1220 bis 1802 Freie Reichsstadt war. Im Mittelalter bestanden auf dem Gebiet des heutigen Landkreises neben der Reichsstadt Nordhausen die Grafschaften Lohra, Klettenberg und Hohnstein; die Grafen von Hohnstein nahmen bis zu ihrem Aussterben im Mannesstamm 1593 eine dominierende Stellung ein.
Durch den Westfälischen Frieden fiel das Kreisgebiet 1648 zum Großteil an Kurbrandenburg. Im Jahre 1802 verlor Nordhausen seinen Reichsstadtstatus. 1816 entstand ein Kreis Nordhausen innerhalb der neugebildeten preußischen Provinz Sachsen. 1888 wurde der Kreis in Kreis Grafschaft Hohenstein umbenannt. Nordhausen war von 1882 bis 1945 kreisfreie Stadt.
Im April 1945 wurde das Kreisgebiet von der US-Armee besetzt, darauf der Sowjetischen Besatzungszone zugeschlagen und gehörte ab 1949 der DDR an. In diesem Zusammenhang wurde im Juli 1945 die Stadt Bad Sachsa in den Landkreis Osterode eingegliedert, kam also in die Britische Besatzungszone, dem späteren Niedersachsen. Grund war der Wunsch, die Bahnlinie Northeim–Nordhausen zumindest bis Ellrich durchgängig befahrbar zu lassen.
Im Oktober 1945 wurde Nordhausen Kreisstadt des nun wieder in Landkreis Nordhausen umbenannten Kreises. Daraus ging bei der Auflösung der Länder 1952 der Kreis Nordhausen hervor, der Teil des Bezirks Erfurt wurde.
Seit der deutschen Wiedervereinigung im Jahr 1990 gehört der Kreis, wie schon von 1945 bis 1952 als Landkreis Nordhausen, dem Land Thüringen an. Als einziger Kreis blieb er von der Thüringer Kreisreform 1994 unberührt.

## Bevölkerung

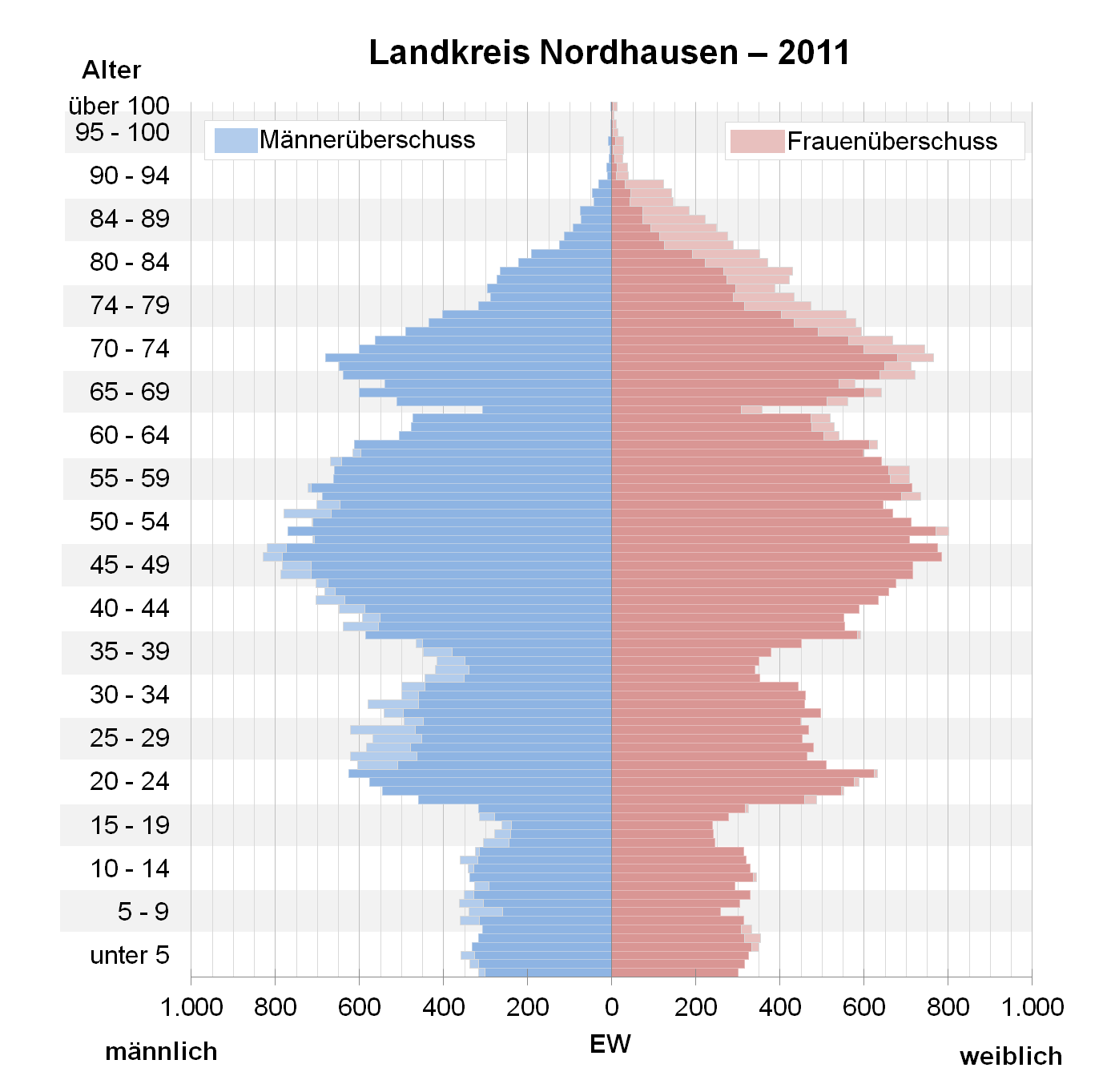
Bevölkerungspyramide für den Kreis Nordhausen (Datenquelle: Zensus 2011)

### Einwohnerentwicklung
| Jahr | Einwohner |
| ---- | --------- |
| 1994 | 102.405   |
| 1995 | 101.870   |
| 1996 | 101.309   |
| 1997 | 100.743   |
| 1998 | 100.112   |
| 1999 | 099.355   |
| 2000 | 098.609   |
| 2001 | 097.685   |

| Jahr | Einwohner |
| ---- | --------- |
| 2002 | 96.628    |
| 2003 | 95.620    |
| 2004 | 94.519    |
| 2005 | 93.612    |
| 2006 | 92.630    |
| 2007 | 91.762    |
| 2008 | 91.120    |
| 2009 | 90.357    |

| Jahr | Einwohner |
| ---- | --------- |
| 2010 | 89.963    |
| 2011 | 89.192    |
| 2012 | 85.921    |
| 2013 | 85.380    |
| 2014 | 85.055    |
| 2015 | 85.355    |
| 2016 | 85.098    |
| 2017 | 84.697    |

| Jahr | Einwohner |
| ---- | --------- |
| 2018 | 83.822    |
| 2019 | 83.416    |
| 2020 | 82.456    |
| 2021 | 81.687    |
| 2022 | 81.811    |
| 2023 | 81.502    |
| 2024 | 80.762    |

Datenquelle: ab 1994 Thüringer Landesamt für Statistik – Werte vom 31. Dezember

## Politik

### Kreistag
Bei der Kommunalwahl am 26. Mai 2024 gab es im Landkreis Nordhausen 67.332 Wahlberechtigte.
Der Kreistag zählt 46 Mitglieder; das Ergebnis der Wahl zum Kreistag führte zu folgender Sitzverteilung:
| Partei              | Sitze   | Sitzverteilung im Kreistag Nordhausen seit 2024Insgesamt 46 Sitze - Linke: 5 - SPD: 6 - Grüne: 2 - BLS: 5 - FDP: 2 - CDU: 11 - AfD: 15 |
| CDU                 | 11 (−1) | Sitzverteilung im Kreistag Nordhausen seit 2024Insgesamt 46 Sitze - Linke: 5 - SPD: 6 - Grüne: 2 - BLS: 5 - FDP: 2 - CDU: 11 - AfD: 15 |
| AfD                 | 15 (+6) | Sitzverteilung im Kreistag Nordhausen seit 2024Insgesamt 46 Sitze - Linke: 5 - SPD: 6 - Grüne: 2 - BLS: 5 - FDP: 2 - CDU: 11 - AfD: 15 |
| DIE LINKE           | 5 (−3)  | Sitzverteilung im Kreistag Nordhausen seit 2024Insgesamt 46 Sitze - Linke: 5 - SPD: 6 - Grüne: 2 - BLS: 5 - FDP: 2 - CDU: 11 - AfD: 15 |
| GRÜNE               | 2 (−1)  | Sitzverteilung im Kreistag Nordhausen seit 2024Insgesamt 46 Sitze - Linke: 5 - SPD: 6 - Grüne: 2 - BLS: 5 - FDP: 2 - CDU: 11 - AfD: 15 |
| SPD                 | 6 (−1)  | Sitzverteilung im Kreistag Nordhausen seit 2024Insgesamt 46 Sitze - Linke: 5 - SPD: 6 - Grüne: 2 - BLS: 5 - FDP: 2 - CDU: 11 - AfD: 15 |
| Bürgerliste Südharz | 5 (+2)  | Sitzverteilung im Kreistag Nordhausen seit 2024Insgesamt 46 Sitze - Linke: 5 - SPD: 6 - Grüne: 2 - BLS: 5 - FDP: 2 - CDU: 11 - AfD: 15 |
| FDP                 | 2 (−1)  | Sitzverteilung im Kreistag Nordhausen seit 2024Insgesamt 46 Sitze - Linke: 5 - SPD: 6 - Grüne: 2 - BLS: 5 - FDP: 2 - CDU: 11 - AfD: 15 |
| HEIMAT              | 0 (−1)  | Sitzverteilung im Kreistag Nordhausen seit 2024Insgesamt 46 Sitze - Linke: 5 - SPD: 6 - Grüne: 2 - BLS: 5 - FDP: 2 - CDU: 11 - AfD: 15 |

Der Landrat ist kraft Amtes stimmberechtigtes Mitglied.

### Landräte
siehe auch: Landräte der Grafschaft Hohenstein (1816–1953)
siehe auch: Landräte bzw. Vorsitzende des Rates des Kreises Nordhausen (1953–1990)
- 1990–2012: Joachim Claus (CDU)
- 2012–2014: Birgit Pommer (Die Linke)
- 2014–2015: (kommissarisch) Jutta Krauth (SPD)[5]
- seit 2015: Matthias Jendricke (SPD)

Matthias Jendricke konnte sich bei der Stichwahl am 10. Mai 2015 mit 64,7 Prozent der Stimmen gegen Stefan Nüßle (CDU) durchsetzen. Die Wahlbeteiligung lag bei 26,1 Prozent. Bei der Landratswahl am 25. April 2021 trat er gegen Matthias Marquardt (Die Linke) und Jeanette Goedecke (CDU) an und wurde mit 56,5 Prozent im Amt bestätigt. Die Wahlbeteiligung betrug 39,5 Prozent.

### Partnerkreise
Patenlandkreis ist das Unterallgäu.

### Wappen
Das geschachte Feld steht für die ehemalige Grafschaft Hohnstein, der Baumstumpf für das 1945 schwer zerstörte Nordhausen. Der neu sprießende Zweig steht für eine neue Zukunft unter einem goldenen Himmel, symbolisiert durch das obere Feld.
Eine Übersicht zu den Wappen der Städte und Gemeinden des Landkreises findet man in der Liste der Wappen im Landkreis Nordhausen.

## Wirtschaft und Infrastruktur

### Wirtschaft
Im Norden des Landkreises stellt der Tourismus einen wichtigen Wirtschaftsfaktor dar. Insbesondere die Orte Rothesütte, Sophienhof, Neustadt/Harz und Ilfeld spielen dabei eine wichtige Rolle, liegen sie doch nur wenige Kilometer vom Brocken, dem höchsten Berg des Harzes, entfernt.
Bis 1990 war der Kalibergbau u. a. in Bleicherode und Sollstedt eine bedeutende Industrie. Im Zuge der Wiedervereinigung wurden alle Bergbaubetriebe geschlossen, wodurch der größte Arbeitgeber der Region verloren ging.
Im Zukunftsatlas 2016 belegte der Landkreis Nordhausen Platz 351 von 402 Landkreisen und kreisfreien Städten in Deutschland und zählt damit zu den Landkreisen mit „Zukunftsrisiken“.

### Verkehr
Der Landkreis wird von Osten nach Westen von der A 38 (Südharzautobahn) durchzogen. Parallel zu dieser verlief die Bundesstraße 80 (hinabgestuft zur Landesstraße L 3080). Von Norden nach Süden durchquert die Bundesstraße 4 den Landkreis (im Norden teilweise für LKW gesperrt). Nördlich von Nordhausen zweigt bei Netzkater die wichtige B 81 nach Magdeburg ab. In Richtung Nordwesten führt die B 243 in den Altkreis Osterode und weiter zur A 7.
Wichtigste Eisenbahnstrecke ist die Bahnstrecke Halle–Hann. Münden. Sie ist zweigleisig und seit 1994 elektrifiziert. Weitere wichtige Strecken sind die Linien von Nordhausen nach Herzberg am Harz und Northeim („Südharzstrecke“) und von Wolkramshausen nach Erfurt. Nordhausen ist außerdem der südliche Endpunkt der Harzer Schmalspurbahnen.

### Bildung
Die höchste Bildungseinrichtung im Landkreis ist die Hochschule Nordhausen, gegründet 1997.

## Gemeinden
Die Stadt Nordhausen ist als Oberzentrum ausgewiesen.
Grundzentren sind Bleicherode, Ellrich, Harztor und Heringen/Helme.
(Einwohner am 31. Dezember 2024)
| gemeinschaftsfreie Gemeinden 1. Ellrich, Stadt (5.239) 2. Harztor, Landgemeinde (7.306) 3. Hohenstein (2.012) 4. Nordhausen, Große kreisangehörige Stadt (40.767) 5. Sollstedt (2.849) 6. Werther (3.047) Keine Verwaltungsgemeinschaften | erfüllende Gemeinden 1. Bleicherode, Stadt, Landgemeinde (9.920), erfüllende Gemeinde auch für 1. Großlohra (821) 2. Kehmstedt (442) 3. Kleinfurra (980) 4. Lipprechterode (497) 5. Niedergebra (595) 2. Heringen/Helme, Stadt, Landgemeinde (4.474), erfüllende Gemeinde auch für 1. Görsbach (947) 2. Urbach (866) |

## Gebietsveränderungen

### Gemeinden
- Auflösung der Gemeinde Rüdigsdorf – Eingemeindung nach Nordhausen (23. März 1993)
- Auflösung der Gemeinde Elende – Eingemeindung nach Bleicherode (22. Januar 1994)
- Auflösung der Gemeinde Appenrode, Gudersleben, Rothesütte, Woffleben – Eingemeindung nach Ellrich (9. April 1994)
- Auflösung der Gemeinden Bielen, Leimbach, Herreden, Hörningen, Steinbrücken und Sundhausen – Eingliederung nach Nordhausen (1. Juli 1994)
- Auflösung der Gemeinde Wülfingerode – Eingliederung nach Sollstedt (1. Mai 1996)
- Auflösung der Gemeinden Branderode, Holbach, Klettenberg, Liebenrode, Limlingerode, Mackenrode, Obersachswerfen, Schiedungen und Trebra – Neubildung der Gemeinde Hohenstein (18. Oktober 1996)
- Auflösung der Gemeinden Großwechsungen, Günzerode, Haferungen, Immenrode, Kleinwechsungen, Mauderode, Pützlingen und Werther – Neubildung der Gemeinde Werther (1. Januar 1997)
- Auflösung der Gemeinde Hesserode – Eingliederung nach Nordhausen (1. Januar 1997)
- Auflösung der Gemeinde Steigerthal – Eingliederung nach Nordhausen (1. April 1999)
- Auflösung der Gemeinden Petersdorf, Rodishain und Stempeda – Eingliederung nach Nordhausen (1. Dezember 2007)
- Auflösung der Gemeinde Obergebra – Eingliederung nach Bleicherode (1. Dezember 2007)
- Auflösung der Gemeinde Rehungen – Eingliederung nach Sollstedt (1. Januar 2009)
- Auflösung der Stadt Heringen/Helme und der Gemeinden Auleben, Hamma, Uthleben und Windehausen – Neugründung der Stadt Heringen/Helme (1. Dezember 2010)
- Auflösung der Gemeinden Ilfeld und Niedersachswerfen – Neubildung der Landgemeinde Harztor (1. Januar 2012)
- Ausgliederung des Weilers Fronderode aus Friedrichsthal nach Werther (13. Februar 2015)
- Auflösung der Gemeinde Buchholz – Eingliederung nach Nordhausen (6. Juli 2018)
- Auflösung der Gemeinden Harzungen, Herrmannsacker und Neustadt/Harz – Eingliederung nach Harztor (6. Juli 2018)
- Auflösung der Stadt Bleicherode sowie der Gemeinden Etzelsrode, Friedrichsthal, Kleinbodungen, Kraja, Hainrode, Nohra, Wipperdorf und Wolkramshausen – Neubildung der Stadt und Landgemeinde Bleicherode (1. Januar 2019)

### Verwaltungsgemeinschaften und erfüllende Gemeinden
- Gründung der Verwaltungsgemeinschaft Helmetal (6. Juni 1991)
- Gründung der Verwaltungsgemeinschaft Hainleite (1. August 1991)
- Gründung der Verwaltungsgemeinschaft Goldene Aue (18. März 1992)
- Gründung der Verwaltungsgemeinschaft Eichsfelder Pforte (9. April 1993)
- Erweiterung der Verwaltungsgemeinschaft Hainleite um die Gemeinden Großlohra, Kleinfurra und Wipperdorf (6. November 1993)
- Gründung der Verwaltungsgemeinschaft Hohnstein/Südharz (6. April 1994)
- Erweiterung der Verwaltungsgemeinschaft Helmetal um die Gemeinden Mauderode und Pützlingen (18. Juni 1994)
- Die Stadt Bleicherode wird erfüllende Gemeinde für Etzelsrode, Friedrichsthal, Kehmstedt, Kleinbodungen, Kraja, Lipprechterode, Niedergebra und Obergebra (1. Juli 1994)
- Die Stadt Nordhausen wird erfüllende Gemeinde für Steigerthal (23. September 1995)
- Erweiterung der Verwaltungsgemeinschaft Goldene Aue um die Gemeinde Urbach (21. Dezember 1995)
- Auflösung der Verwaltungsgemeinschaft Eichsfelder Pforte – Wülfingerode wird in die Gemeinde Sollstedt eingegliedert, diese wird erfüllende Gemeinde für Rehungen (3. Juni 1996)
- Auflösung der Verwaltungsgemeinschaft Grenzland – Bildung der Gemeinde Hohenstein aus den Mitgliedsgemeinden (17. Oktober 1996)
- Auflösung der Verwaltungsgemeinschaft Helmetal – Bildung der Gemeinde Werther aus den Mitgliedsgemeinden (31. Dezember 1996)
- Die Stadt Nordhausen ist nicht länger erfüllende Gemeinde für Steigerthal (31. März 1999)
- Die Stadt Bleicherode ist nicht länger erfüllende Gemeinde für Obergebra (1. Dezember 2007)
- Ausgliederung der Gemeinden Petersdorf, Rodishain und Stempeda aus der Verwaltungsgemeinschaft Hohnstein/Südharz (1. Dezember 2007)
- Die Gemeinde Sollstedt ist nicht länger erfüllende Gemeinde für Rehungen (1. Januar 2009)
- Auflösung der Verwaltungsgemeinschaft Goldene Aue – Die Mitgliedsgemeinden schließen sich, mit Ausnahme von Görsbach und Urbach zur Stadt/Landgemeinde Heringen/Helme zusammen; diese wird erfüllende Gemeinde für Görsbach und Urbach (1. Dezember 2010)
- Auflösung der Verwaltungsgemeinschaft Hohnstein/Südharz – Die Mitgliedsgemeinde Buchholz kommt zu Nordhausen; Harzungen, Herrmannsacker und Neustadt/Harz kommen zu Harztor (6. Juli 2018)
- Auflösung der Verwaltungsgemeinschaft Hainleite – Die Mitgliedsgemeinden Hainrode, Nohra, Wipperdorf und Wolkramshausen schließen sich mit der Stadt Bleicherode und den Gemeinden Etzelsrode, Friedrichsthal, Kleinbodungen, und Kraja zur Stadt und Landgemeinde Bleicherode zusammen; Bleicherode ist nicht länger erfüllende Gemeinde für Etzelsrode, Friedrichsthal, Kleinbodungen und Kraja; Bleicherode wird erfüllende Gemeinde für Großlohra und Kleinfurra (1. Januar 2019)

## Kfz-Kennzeichen
Anfang 1991 erhielt der Landkreis das Unterscheidungszeichen NDH. Es wird durchgängig bis heute ausgegeben.

## Brand- und Katastrophenschutz
Im Landkreis Nordhausen gibt es ein starkes ehrenamtliches Engagement im Brandschutz. In den 75 Freiwilligen Feuerwehren (FF) sind fast 1.500 Feuerwehrangehörige aktiv. Hinzu kommt die Berufsfeuerwehr in Nordhausen. Während die Städte und Gemeinden für den örtlichen abwehrenden Brandschutz und die allgemeine Hilfe zuständig sind, ist der Landkreis Nordhausen für den überörtlichen und auch vorbeugenden Brandschutz und die überörtliche allgemeine Hilfe sowie den Katastrophenschutz verantwortlich.

### Feuerwehr

#### Liste der Stützpunktfeuerwehren im Landkreis Nordhausen
- Stützpunktfeuerwehr Ost (Nordhausen)
- Stützpunktfeuerwehr West (Bleicherode und Sollstedt)
- Stützpunktfeuerwehr Nord (Ellrich und Hohenstein)

Neben ihren örtlichen Aufgaben obliegt es den Stützpunktfeuerwehren, überörtlich im Kreisgebiet andere Feuerwehren zu unterstützen. Die Größen der Ausrückebereiche sind so festgelegt, dass jeder Einsatzort in der Regel innerhalb von 20 Minuten nach der Alarmierung von der Stützpunktfeuerwehr erreicht werden kann. Eine Feuerwehr kann nur als Stützpunktfeuerwehr oder Feuerwehr mit überörtlichen Aufgaben anerkannt werden, wenn sie aufgrund ihrer jederzeit zu gewährleistenden Einsatzbereitschaft in der erforderlichen Stärke und des Ausbildungsstandes der Mitglieder der Einsatzabteilung ständig die ihr zusätzlich vom Landkreis zugewiesene Technik besetzen kann.

##### Weitere Freiwillige Feuerwehren mit überörtlichen Aufgaben
- FF Großwechsungen
- FF Wolkramshausen
- FF Heringen
- FF Niedersachswerfen

#### Ausbildung auf Kreisebene
Im Landkreis Nordhausen können verschiedenste Lehrgänge für die Angehörigen der Feuerwehren realisiert werden. Dazu zählen beispielsweise Truppausbildungen (Grundlehrgang Truppmann und darauf aufbauend Truppführer), technische Ausbildungen (technische Hilfeleistung, Maschinist, Motorkettensägenführer) sowie Sonderausbildungen (Atemschutzgeräteträger, Sprechfunk).

### Rettungsdienst
Im Landkreis sind folgende Hilfsorganisationen durch Stellung eines Rettungsdienstes vertreten:
- Rettungsdienstzweckverband Nordhausen
- DRK-Kreisverband Nordhausen e. V.
- Johanniter-Unfall-Hilfe
- Malteser Hilfsdienst